# ایستگاه راه‌آهن هشتگرد
ایستگاه راه‌آهن هشتگرد درشهر هشتگرد، استان البرز واقع شده‌است. این ایستگاه تحت مالکیت شرکت راه‌آهن جمهوری اسلامی ایران قرار دارد. 
سالانه میلیون ها مسافر و هزاران کالا از این ایستگاه جابه جا می‌شود 
این ایستگاه بین شهر های قزوین، کرج،تبریز مشهد و تهران مسافر و کالا جا به جا می‌کند 

## خط راه‌آهن
- خط راه‌آهن تهران-تبریز